# Avaricia y lujuria
Avaricia y Lujuria es una obra del escultor francés Auguste Rodin que representa dos de los siete pecados capitales concebida entre 1885 y 1887. Se ubica en la parte baja de la hoja derecha de La Puerta del Infierno. Es probable que la pieza tomara su nombre del poema de Víctor Hugo Después de una lectura de Dante:

Y la lujuria inmunda, y la avaricia malvada, 
Todos los mantos de plomo que puede cargar el alma.

La composición integra el torso de un hombre cayendo, con sus brazos extremadamente largos rodea el cuerpo de una mujer ocultado parcialmente su rostro mientras trata de tomar unas monedas con sus manos; él representa la avaricia. Su cuerpo está compuesto del torso de El hombre que cae, con los brazos posicionados de forma diferente, con una nueva cabeza y nuevo cabello. La lujuria se representa con la oferta del cuerpo de la figura femenina concebida en 1888 en un dibujo de Rodin titulado Esqueleto abrazando a una mujer.